# Comuna Radeanska Sloboda, Cernihiv
Radeanska Sloboda (în ucraineană Радянська Слобода) este o comună în raionul Cernihiv, regiunea Cernihiv, Ucraina, formată din satele Pavlivka și Radeanska Sloboda (reședința).

## Demografie
Componența lingvistică a comunei Radeanska Sloboda
     Ucraineană (94,53%)
     Rusă (5,26%)
     Alte limbi (0,21%)
Conform recensământului din 2001, majoritatea populației comunei Radeanska Sloboda era vorbitoare de ucraineană (94,53%), existând în minoritate și vorbitori de rusă (5,26%).